# Gul feber
Gul feber er en akut viral sygdom. Den er en væsentlig grund til mange blodsygdomme i mange afrikanske og sydamerikanske lande på trods af at der er en effektiv vaccine mod sygdommen. Den gule del af gul feber refererer til at nogle patienter får en gullig hud som følge af leverskader.
Gul feber har været kilde til mange ødelæggende epidemier. Under den Haitanske revolution i 1802 blev franske soldater angrebet af gul feber med det resultat at halvdelen døde. Udbrud fulgt af tusindvis af dødsfald opstod periodevis på lokaliteter på den vestlige halvkugle indtil forskning, der inkluderede mennesker som forsøgspersoner ledte til en forståelse af hvordan sygdommen blev overført til mennesker (primært af myg) og udviklingen af en vaccine og andre præventive foranstaltninger i det 20. århundrede.
På trods af den kostbare og selvopofrende forskning af den cubanske læge Carlos Finlay, den amerikanske læge Walter Reed samt Stubbins Ffirth og mange andre er der her, 100 år efter, stadig uvaccinerede befolkninger i udviklingslande i Afrika samt central- og sydamerika. Pr. 2001 vurderer Verdenssundhedsorganisationen at gul feber er skyld i 200.000 sygdomstilfælde og 30.000 dødsfald om året.